# Regierung Jan Šrámek II
Die Regierung Jan Šrámek II war die zweite Regierung der
tschechoslowakischen Exilregierung während der Besetzung der Tschechoslowakei im Zweiten Weltkrieg in London, die von Präsident Edvard Beneš ernannt und vom 21. Juli 1940 bis 5. April 1945 in zwei Amtsperioden von Ministerpräsident Jan Šrámek geleitet wurde.
Die Regierung Jan Šrámek II. folgte der Regierung Jan Šrámek I und befand sich im Amt vom 12./14. November 1942 bis 5. April 1945 in London; ihr folgte die in Kaschau installierte Regierung Zdeňek Fierlinger I.

## Die Regierungszusammensetzung
Šrámeks zweite Regierung setzte sich aus folgenden Ministern zusammen:
- Jan Šrámek – Premierminister
- Jan Masaryk – Außenminister
- Juraj Slávik – Innenminister (Schulwesen)
- Jaroslav Stránský – Justizminister
- Ladislav Karel Feierabend – Finanzminister
- Sergěj Ingr – Verteidigungsminister[Anm. 2]
- Rudolf Viest – (Verteidigung)[Anm. 3]
- Ján Bečko – Minister für Soziales
- Ján Bečko – (Gesundheit)
- Ján Lichner – Landwirtschaftsminister
- František Němec – Wirtschaftsminister
- František Němec – (Minister für Handel, Industrie und Gewerbe)[Anm. 4]
- Václav Majer – Minister für Handel, Industrie und Gewerbe[Anm. 5]
- Hubert Ripka – ohne Geschäftsbereich (Äußeres)
- Rudolf Viest – ohne Geschäftsbereich (Verteidigung)

## Quelle
- Angaben der tschechischen Regierung, online auf: www.vlada.cz/.../jan-sramek-2, abgerufen am 24. Juli 2011